# Јованка Живановић
Јованка Живановић (Теочин код Горњег Милановца, 1959) српска је књижевница.

## Биографија
Јованка Живановић је рођена 20. јануара 1959. године у Теочину код Горњег Милановца. Завршила је студије економије. Живи и ствара у Чачку. Пише прозу.

## Књиге
- Љиљани у хладу јасике и још по нешто о незнању, Легенда, Чачак, 2000 (приче)
- Говор наличја, Легенда, Чачак, 2002 (приче)
- Путници од стакла, Геопоетика, Београд, 2008 (роман)
- Метаноја једне ћурке, Легенда, Чачак, 2014 (приче)
- Приватна пошта Лазара Предојевића, Геопоетика издаваштво, 2016 (роман)[2]

Роман Путници од стакла у преводу Јованке Калаба на енглеском језику је објавила Издавачка кућа Dalkey Archive Press из Чикага.